# Olsen-banden på dybt vand
 Denne artikel omhandler en animationsfilm. For andre betydninger af ordet "dybt vand", se Dybt vand (flertydig).
Olsen-banden på dybt vand er en dansk animationsfilm der fik premiere 10. oktober 2013. Den er instrueret af Jørgen Lerdam og skrevet af Tine Krull Petersen. Det er en efterfølger til Olsen-banden på de bonede gulve fra 2010.

## Handling
Danmarks undergrund er næsten tømt for olie. Landets største virksomhed, Hæderkrone A/S har investeret alle sine penge i fremstillingen af en olieoptimeringsmaskine. Egon, Benny og Kjeld øjner muligheden for deres største kup nogensinde, men ølgær, et par krokodiller, en undervandsbåd, to tossede tvillingebrødre og en helt ustyrlig olieboreplatform bringer Olsenbanden på meget dybt vand.

## Medvirkende (stemmer)
- Martin Buch - Egon Olsen
- Nicolaj Kopernikus - Benny Frandsen
- Kurt Ravn - Kjeld Jensen
- Annette Heick - Yvonne Jensen
- Lars Ranthe - Dynamit Harry
- Søren Sætter-Lassen - Bang Johansen
- Michael Carøe - Bang Bang Johnson
- Søs Egelind - Ilza
- Henrik Lykkegaard - Kriminalassistent Jensen
- Jonas Schmidt - Holm